# Cabana de volta a les Vinyasses
Cabana de volta a les Vinyasses és una obra de Tàrrega (Urgell) protegida com a Bé Cultural d'Interès Local.

## Descripció
Cabana de volta orientada a l'est i situada a Claravalls, a la partida de les Vinyasses. Es tracta d'una construcció agrícola senzilla, de petites dimensions i planta rectangular. Ha estat restaurada i bona part dels murs presenten retocs amb morter de ciment. Està envoltada de vegetació, fet que impossibilita l'accés al seu interior. El portal és d'arc a nivell, amb brancals de pedra i una llinda de fusta.
L'interior, en bon estat, compta amb una paret molt prima de pedra seca arrebossada amb morter de calç i fang que separa l'espai en dos compartiments, comunicats entre si per una finestra i una obertura. El terra està empedrat amb lloses.
La coberta consisteix en una volta molt rebaixada de pedra adovellada amb vegetació a sobre.
El parament de la construcció és fet amb blocs de pedra calcària que han estat arrebossats amb morter de ciment.